# Bão Mangkhut (2018)
Bão Mangkhut, được biết tới tại Philippines với tên Bão Ompong, Việt Nam gọi là  Bão số 6 được coi là cơn bão nhiệt đới mạnh nhất đổ bộ vào Luzon kể từ bão Megi vào năm 2010, và là cơn bão mạnh nhất đổ bộ vào Philippines kể từ Bão Haiyan vào tháng 11 năm 2013. Ngoài ra, Mangkhut cũng là cơn bão mạnh nhất đổ bộ Hồng Kông kể từ Bão Ellen năm 1983. Là áp thấp nhiệt đới thứ 31, cơn bão nhiệt đới thứ 22, và cơn bão cuồng phong thứ chín của mùa bão Tây Bắc Thái Bình Dương 2018, Mangkhut đổ bộ đất liền tỉnh Cagayan của Philippine vào ngày 15 tháng 9 năm 2018 khi nó đang là một siêu bão có cường độ tương đương cấp 5, và sau đó ảnh hưởng tới Hồng Kông và phía nam Trung Quốc.
Tính tới ngày 19 tháng 9, ít nhất 102 trường hợp thương vong đã được xác định do bão Mangkhut, trong đó có 95 trường hợp ở Philippines, 6 ở Trung Quốc đại lục, và 1 ở Đài Loan.

## Lịch sử khí tượng

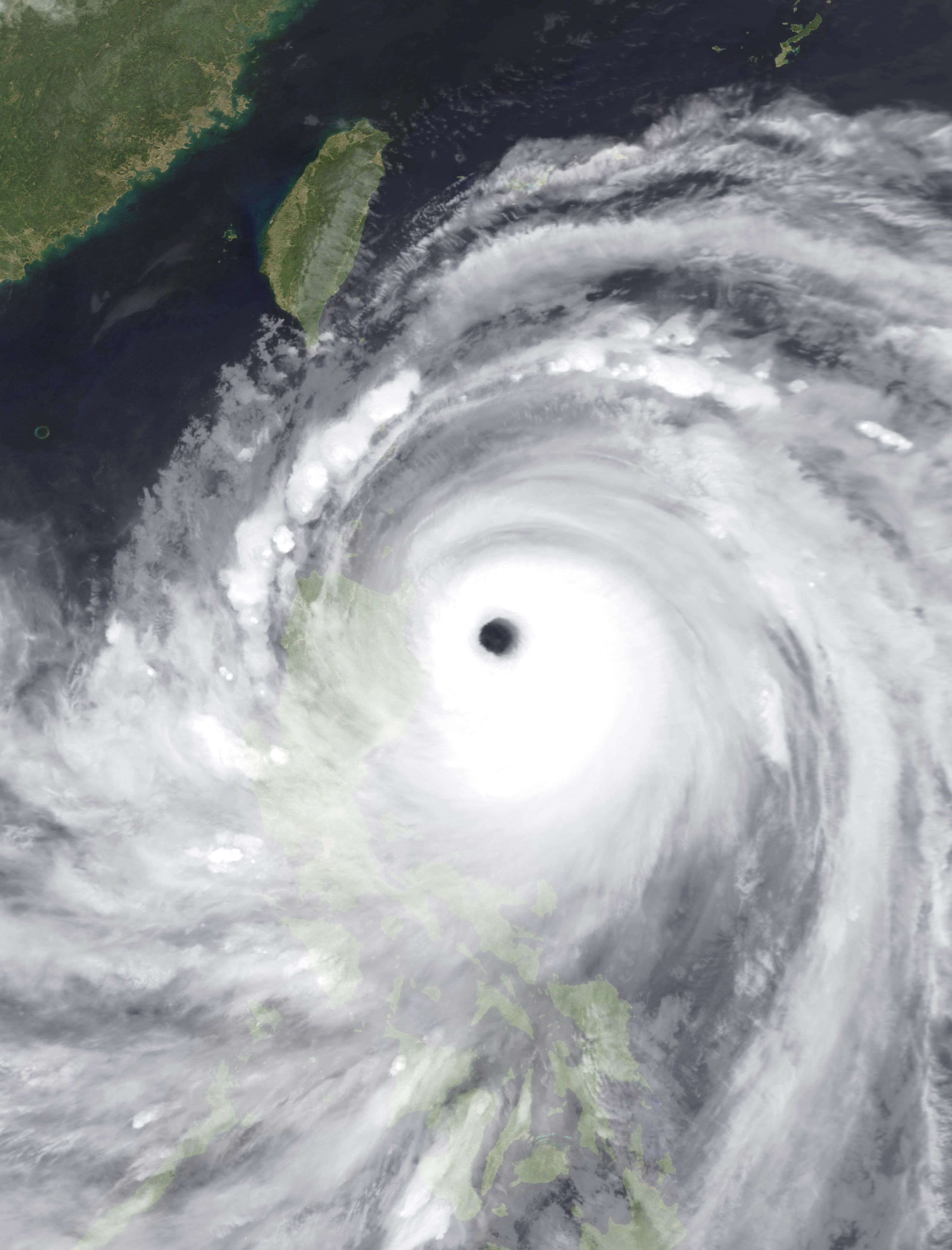
Bão Mangkhut tiến vào Philippines ngày 14 tháng 9

Vào ngày 5 tháng 9 năm 2018, Trung tâm Cảnh báo Bão Liên hợp (JTWC) bắt đầu giám sát một vùng nhiễu động nhiệt đới gần Đường đổi ngày quốc tế. Vùng này tiếp tục phát triển ổn định trong những ngày sau, và Cơ quan Khí tượng Nhật Bản (JMA) đã phân loại hệ thống này là một áp thấp nhiệt đới vào ngày 7 tháng 9. Áp thấp nhanh chóng mạnh lên thành bão nhiệt đới và được đặt tên là Mangkhut. Trong suốt hai ngày 8 và 9 tháng 9, hệ thống trải qua quá trình tăng cường độ nhanh, với dải mây dày bao quanh vùng mắt bão đang phát triển. Các điều kiện môi trường thuận lợi đã làm đẩy nhanh quá trình phát triển bão, trong đó có gió đứt thấp, dòng khí di chuyển ra ngoài dồi dào, cùng với nhiệt độ bề mặt biển và nhiệt dung đại dương cao. Mangkhut đạt cấp bão cuồng phong vào ngày 9 tháng 9. Mắt bão sắc nét rộng 18 km (11 mi) có thể nhìn thấy rõ trên ảnh vệ tinh khi bão tiếp cận Quần đảo Bắc Mariana và Guam. JTWC phân tích Mangkhut là một cơn bão cuồng phong có cường độ tương đương cấp 2 với vận tốc gió duy trì trong một phút là 165 km/h (105 mph) khi nó ở gần Rota vào khoảng 12:00 UTC ngày 10 tháng 9. JMA đánh giá vận tốc gió duy trì trong mười phút vào thời điểm này là 155 km/h (100 mph).
Mangkhut tiếp tục được tăng cường ổn định vào ngày 11 tháng 9 khi đi qua Biển Philippines. Lần tăng cường độ nhanh thứ hai diễn ra khi mây bão đã dày đặc đáng kể; vào lúc này mắt bão rõ nét rộng 39 km (24 mi) được hình thành. JTWC phân tích Mangkhut đã đạt cường độ tương đương cấp 5 vào khoảng 12:00 UTC và sau đó nó giữ nguyên cường độ này trong gần bốn ngày. JMA đánh giá cường độ mạnh nhất của bão đạt được vào lúc 18:00 UTC, với vận tốc gió duy trì trong 10 phút đạt 205 km/h (125 mph) và áp suất trung tâm nhỏ nhất là 905 hPa (mbar; 26.73 inHg). JTWC nhận thấy bão tiếp tục mạnh thêm vào ngày 12 tháng 9, và cho rằng Mangkhut đã đạt cường độ mạnh nhất lúc 18:00 UTC, với vận tốc gió duy trì trong một phút đạt 285 km/h (180 mph). Bão đổ bộ đất liền Tỉnh Cagayan dọc theo mũi phía bắc của Luzon vào ngày 14 tháng 9, khi có cường độ tương đương bão cấp 5, với vận tốc gió duy trì trong 1 phút là 270 km/h (165 mph). Điều này khiến Mangkhut trở thành cơn bão mạnh nhất đổ bộ Luzon kể từ Bão Megi vào năm 2010, và cơn bão mạnh nhất cả nước kể từ Bão Haiyan vào năm 2013.

Ảnh động bản đồ khí tượng của cơn bão khi đổ bộ lên đảo Luzon

Đi qua vùng núi Luzon khiến Mangkhut yếu đi trước khi nó tới Biển Đông vào ngày 15 tháng 9. Cơn bão sau đó một lần nữa đổ bộ vào đất liền Đài Sơn của Thành phố Giang Môn, Tỉnh Quảng Đông, Trung Quốc vào lúc 17:00 Giờ chuẩn Trung Quốc vào ngày 16 tháng 9.
Vào cuối ngày 17 tháng 9, Mangkhut tan trên khu vực Quảng Tây, Trung Quốc.

## Chuẩn bị

### Philippines

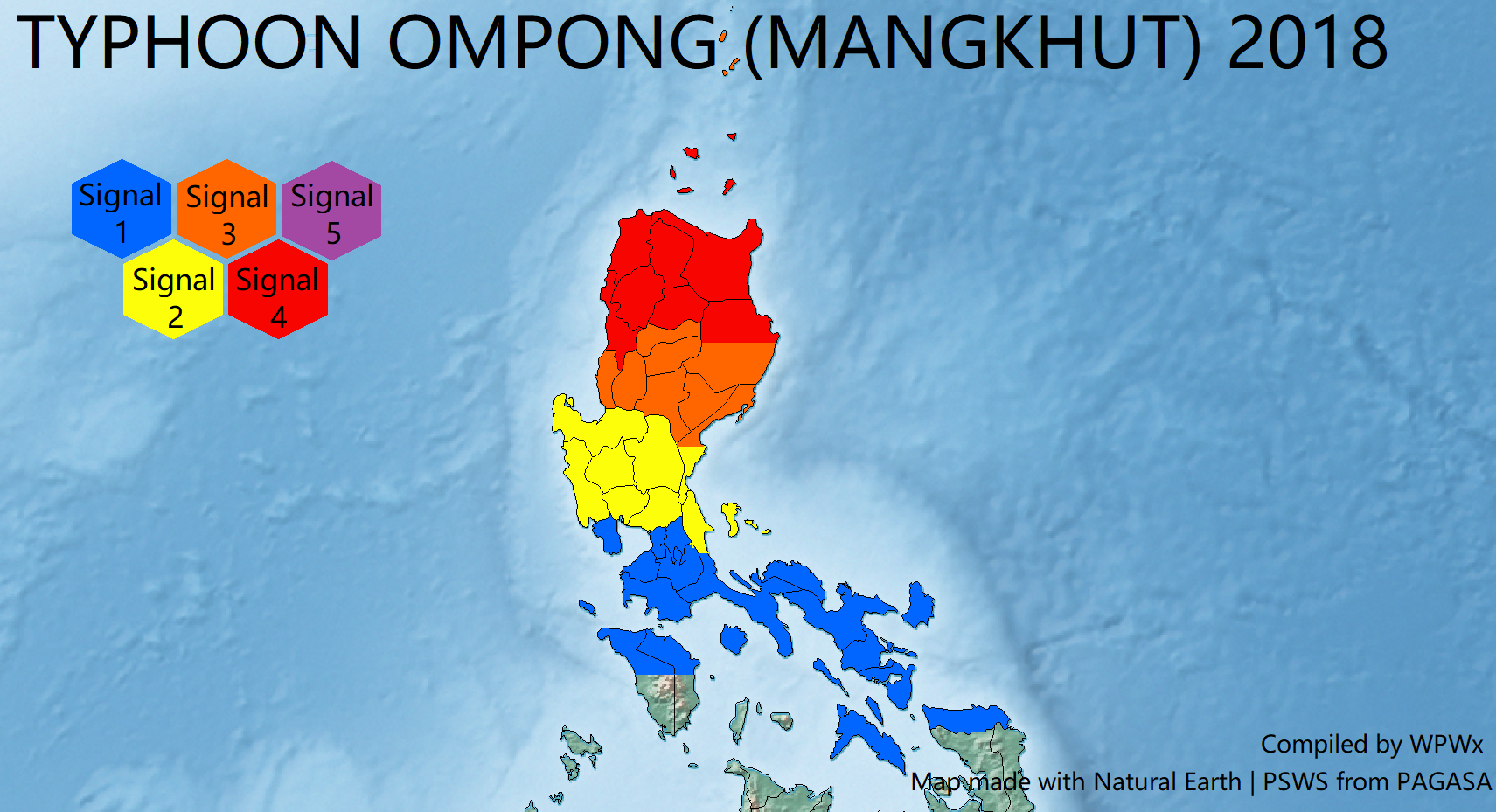
Bản đồ các cấp cảnh báo bão được đưa ra tại Philippines với bão Mangkhut

Các cảnh báo xoáy thuận nhiệt đới đã được ban bố bởi Cục quản lý Thiên văn, Địa vật lý và Khí quyển Philippines từ ngày 13 tháng 9. Các lệnh sơ tán trước bão và sơ tán bắt buộc được áp dụng, đặc biệt tại các vùng hành chính Ilocos, Thung lũng Cagayan và Cordillera, ba vùng được dự báo chịu ảnh hưởng nặng bởi Mangkhut. Nhiều trường học phải nghỉ từ ngày 12 tháng 9 để chuẩn bị cho bão. Các đội phản ứng y tế và khẩn cấp vào vị trí sẵn sàng, và 1.700.000.000₱ hàng hóa cứu trợ được chuẩn bị sẵn trước ngày 13 tháng 9.

### Hồng Kông
Vào ngày 14 tháng 9, Chính quyền Hồng Kông tổ chức một cuộc họp báo liên sở hiếm khi diễn ra về phòng tránh siêu bão Mangkhut, nhắc nhở người dân Hồng Kông "chuẩn bị cho điều tệ nhất".
Vào ngày 16 tháng 9, Đài thiên văn Hồng Kông đưa ra cảnh báo bão cấp 10, là cấp cao nhất trong hệ thống cảnh báo bão tại Hồng Kông, trong vòng 10 giờ đồng hồ. Đây mới là lần thứ ba mức cảnh báo này được đưa ra tại vùng này kể từ năm 1999, trước đó là với Bão Hato vào năm 2017 và Bão Vicente vào năm 2012. Chính quyền Hồng Kông đã tổ chức một cuộc họp liên sở vào ngày 12 tháng 9 để thảo luận về các phương án phòng tránh bão.

### Trung Quốc đại lục
Vào ngày 15 tháng 9, các cơ quan khí tượng của hầu hết thành phố ở Quảng Đông ban bố cảnh báo đỏ với Bão Mangkhut, là mức cảnh báo cao nhất tại Quảng Đông. Cơ quan Khí tượng Quảng Tây cũng ra cảnh báo đỏ cho cơn bão vào lúc 17:00 giờ Bắc Kinh. Vào ngày hôm sau, Cơ quan Khí tượng Thành phố Thâm Quyến cũng ban bố cảnh báo đỏ cho mưa bão, là mức cảnh báo cao nhất tại Thâm Quyến.
Cơ quan Khí tượng Phúc Kiến ra cảnh báo cam cho cơn bão, mức cảnh báo cao thứ hai, vào ngày 15 tháng 9.
Vào ngày 16 tháng 9, Trung tâm Khí tượng Quốc gia của Cục Khí tượng Trung Quốc tiếp tục ra cảnh báo đỏ cho Bão Mangkhut, là mức cảnh báo cao nhất tại Trung Quốc. Vào cùng ngày, Cơ quan Khí tượng Hải Nam cũng ra cảnh báo cam cho bão.

## Ảnh hưởng

### Guam

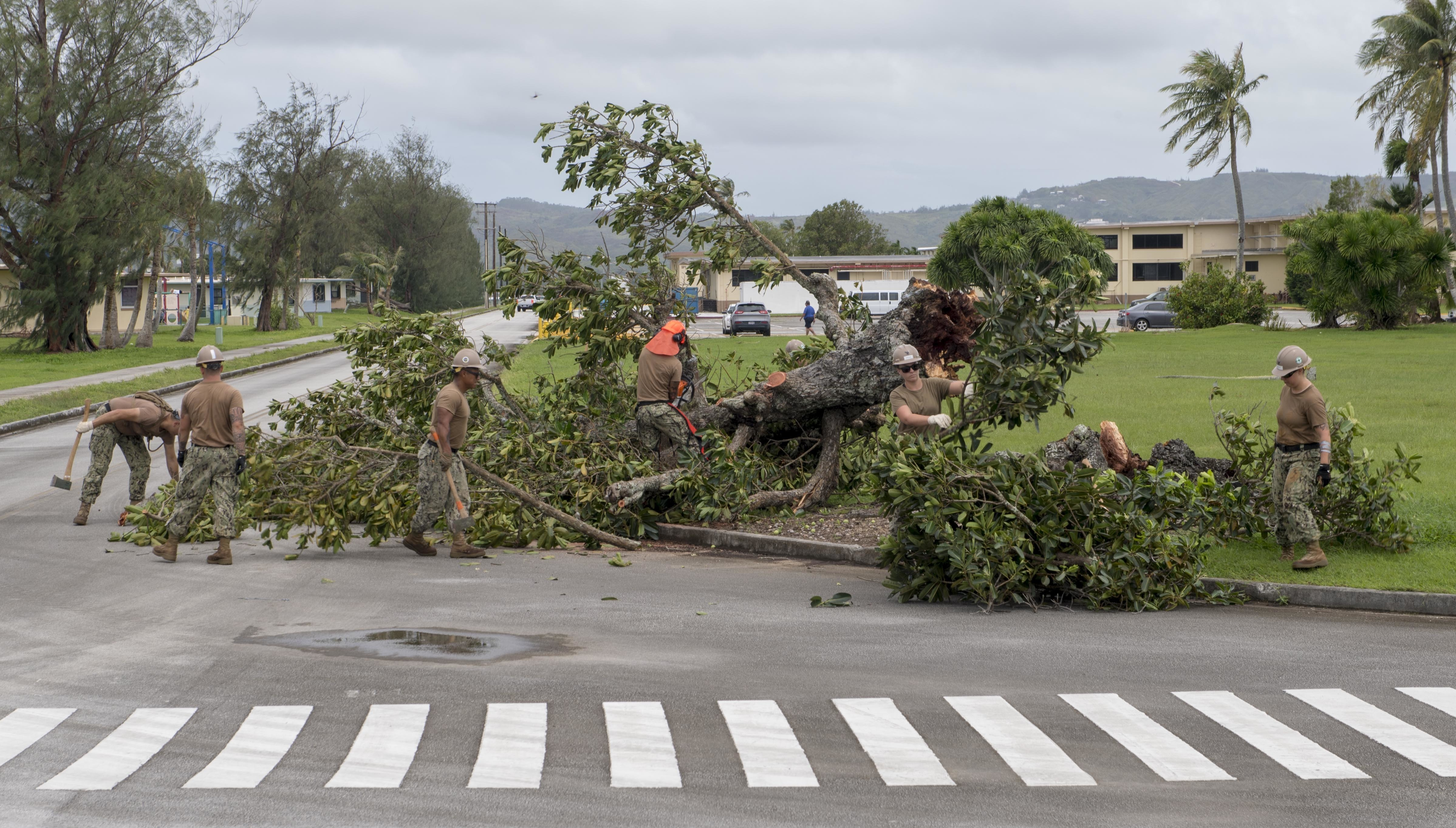
Các thủy thủ dọn dẹp đống đổ nát tại Guam sau Bão Mangkhut

Sau khi Mangkhut quét qua Guam,khoảng 80% hòn đảo bị mất điện. Thiệt hai cơ sở vật chất lên đến khoảng 4,3 triệu USD.

### Philippines
| STT | Tên bão           | Mùa bão | Thiệt hại | Thiệt hại  |
| STT | Tên bão           | Mùa bão | PHP       | USD        |
| --- | ----------------- | ------- | --------- | ---------- |
| 1   | Haiyan (Yolanda)  | 2013    | ₱95.5 tỷ  | $2.2 tỷ    |
| 2   | Bopha (Pablo)     | 2012    | ₱43.2 tỷ  | $1.06 tỷ   |
| 3   | Rammasun (Glenda) | 2014    | ₱38,6 tỷ  | $885 triệu |
| 4   | Mangkhut (Ompong) | 2018    | ₱33.9 tỷ  | $627 triệu |
| 5   | Parma (Pepeng)    | 2009    | ₱27.3 tỷ  | $581 triệu |
| 6   | Nesat (Pedring)   | 2011    | ₱15.6 tỷ  | $356 triệu |
| 7   | Koppu (Lando)     | 2015    | ₱14,4 tỷ  | $313 triệu |
| 8   | Fengseng (Frank)  | 2008    | ₱13.5 tỷ  | $304 triệu |
| 9   | Megi (Juan)       | 2010    | ₱12 tỷ    | $278 triệu |
| 10  | Ketsana (Ondoy)   | 2009    | ₱11 tỷ    | $233 triệu |

Một trận lốc xoáy đã được ghi nhận tại Marikina, phía đông Vùng đô thị Manila, vào đêm 14 tháng 9 (Thứ Sáu), làm hai người bị thương. Hơn 105.000 gia đình phải bỏ nhà cửa để đi sơ tán, nhiều sân bay tại miền bắc Luzon phải đóng cửa và các hãng hàng không phải hủy các chuyển bay cho tới ngày 16 tháng 9.
Vào ngày 19 tháng 9, Ủy ban Giảm thiểu và Giám sát Hiểm họa Thiên tai Quốc gia (NDRRMC) đã xác nhận ít nhất 81 người đã chết trong bão, trong đó có 70 người thiệt mạng trong một khu mỏ nhỏ bị sập tại thị trấn Itogon, Benguet, nơi cũng xảy ra nhiều trận lở đất chôn vùi nhiều nhà cửa.
Francis Tolentino, cố vấn chính trị của Tổng thống Rodrigo Duterte, cho biết khoảng 5,7 triệu người trên toàn quốc đã chịu ảnh hưởng của cơn bão. Luzon đã phải hứng chịu thiệt hại nặng nề lớn hơn gấp đôi kịch bản xấu nhất được Bộ trưởng Nông nghiệp Emmanuel Piñol đưa ra. Tính tới ngày 18 tháng 9, NDRRMC ước tính thiệt hại tại Philippines vào khoảng 14,3 tỷ peso ($265 triệu) và vẫn đang tiếp tục đánh giá.

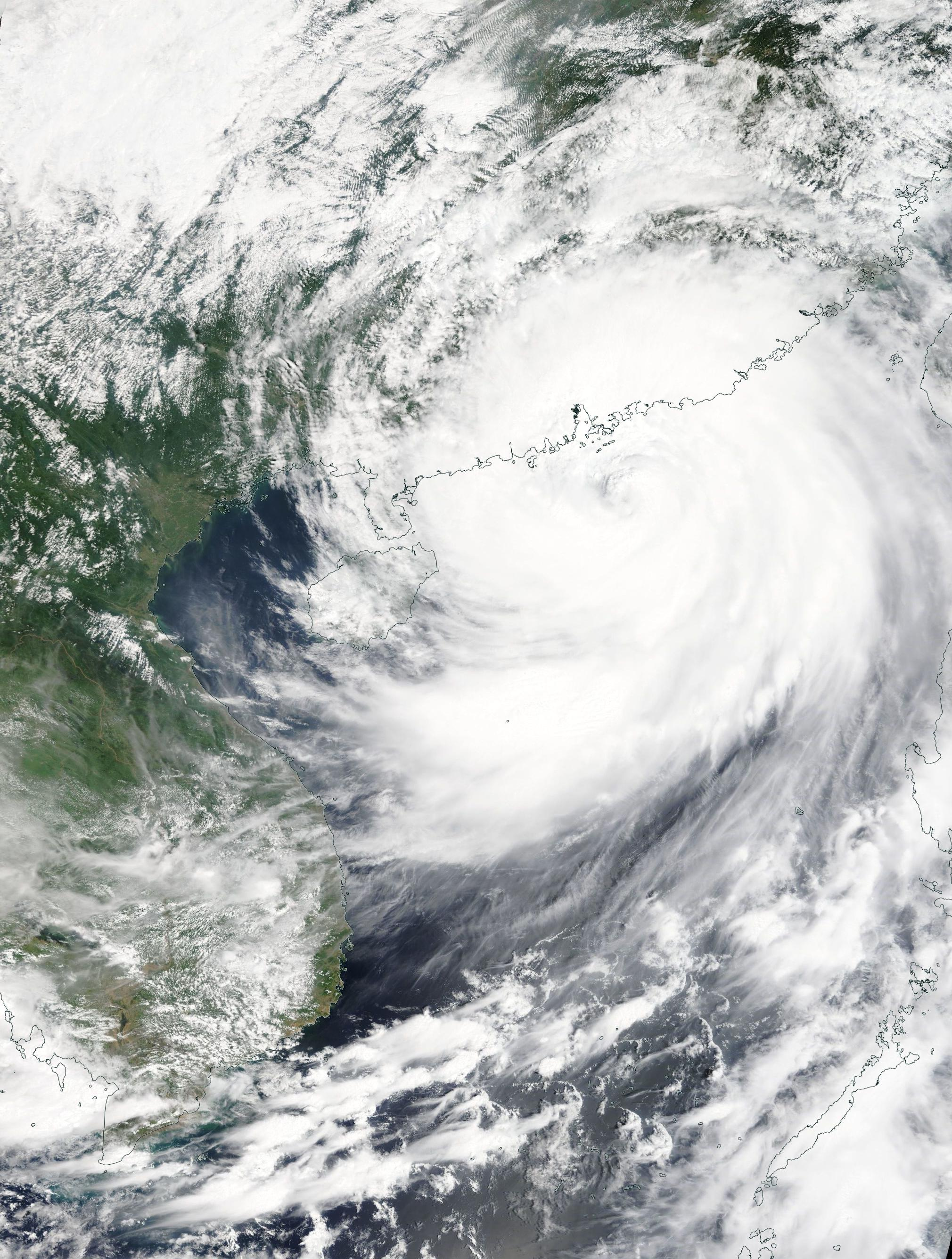
Bão Mangkhut đổ bộ lên Trung Quốc đại lục ngày 16 tháng 9

### Đài Loan
Một giáo viên nữ 30 tuổi tới Bãi biển Phấn Điểu Lâm ở Huyện Nghi Lan đã bị sóng cuốn trôi ra biển. Thi thể của cô được tìm thấy hai ngày sau đó.

### Hồng Kông

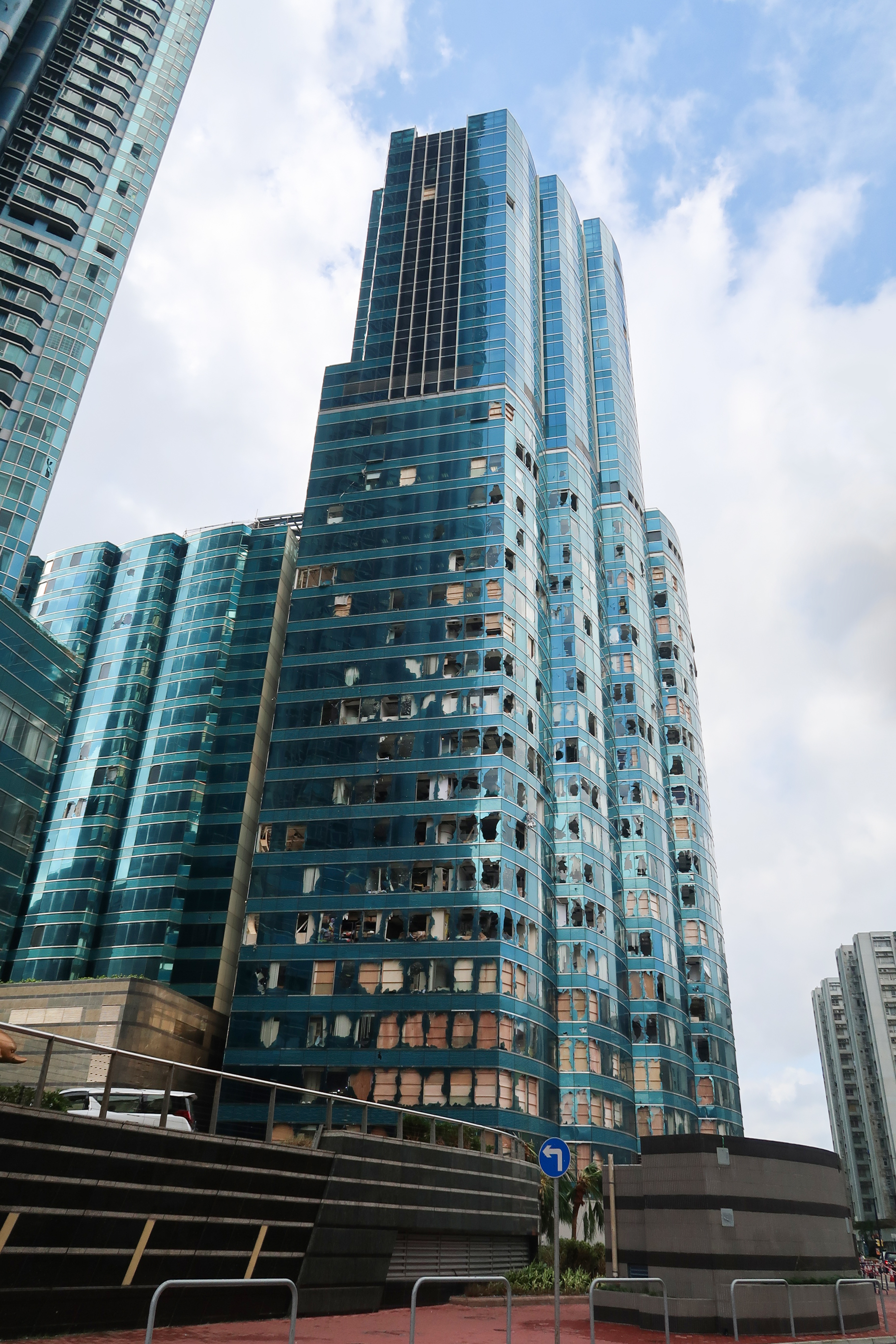
Cửa sổ vỡ tại Two Harbourfront ở Hồng Khám, Hông Kông

Mangkhut được coi là cơn bão mạnh nhất đổ bộ Hồng Kông kể từ Bão Ellen vào năm 1983. Mangkhut đã gây ngập lụt, đặc biệt tại các khu vực thấp trũng và bờ biển, đồng thời nhiều cây cối cũng bị đổ. Vận tốc gió duy trì lên tới 180 kilômét trên giờ (110 mph) và gió giật lên tới 228 kilômét trên giờ (142 mph) khiến cho nhiều tòa nhà cao tầng trong khu vực chao đảo và làm tốc mái một số ngôi nhà. Cửa sổ kính của nhiều tòa nhà bị vỡ, và phần vách kính bên ngoài của Khách sạn Harbour Grand Kowloon bị thổi bay. Một chiếc cần cẩu trên một tòa cao ốc đang xây dựng ở Đại Giác Chủy đã đổ sập vào một tòa nhà bên cạnh, trước đó đã được cảnh sát sơ tán. Nhiều con đường bị chặn, và dịch vụ đường sắt MTR đã bị tạm ngừng hoạt động trên tất cả các đoạn ray trên không.

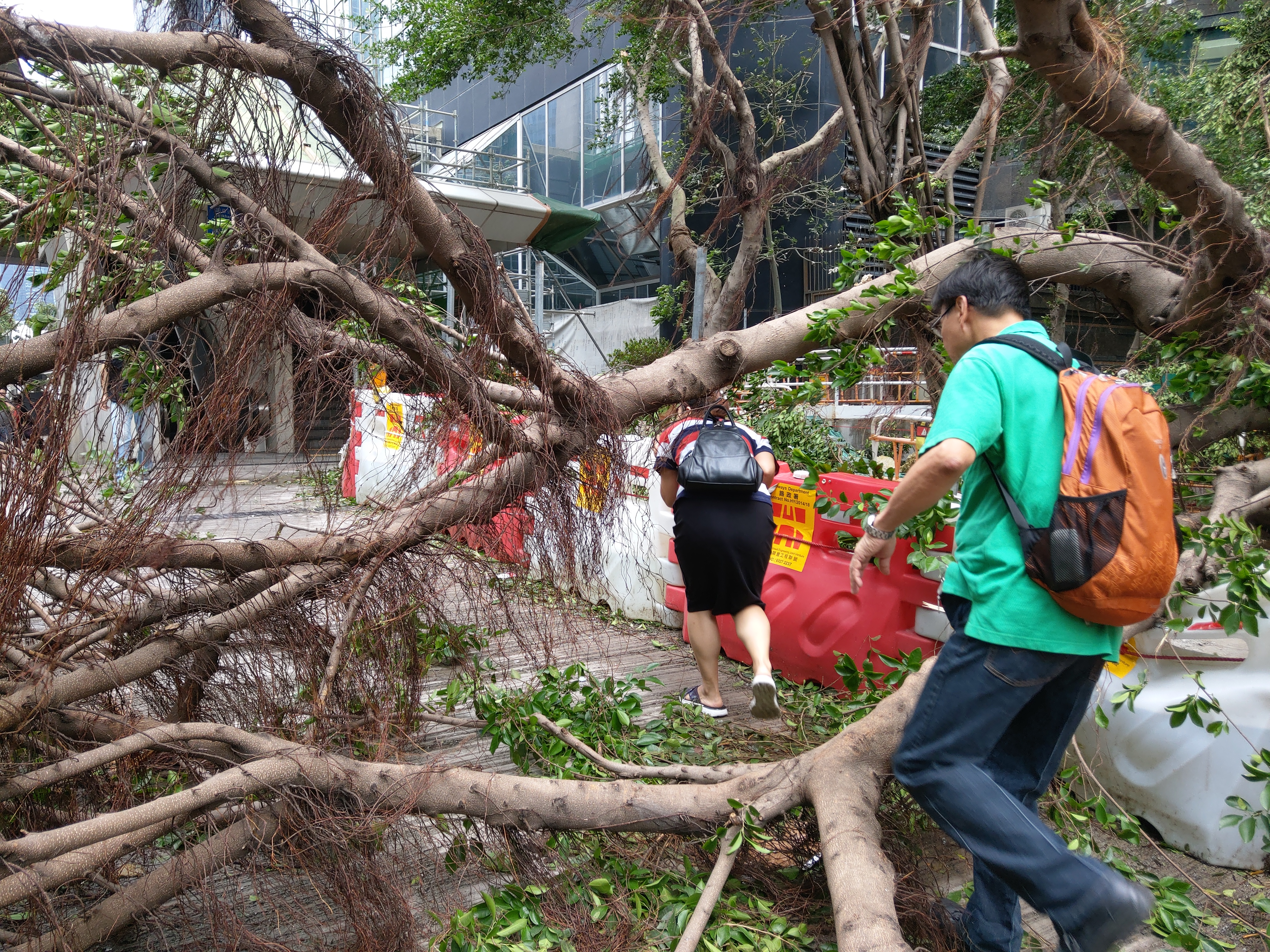
Người dân phải trèo qua cây cối để đi làm buổi sáng sau Bão Mangkhut gần Tháp Nhập cảnh ở Loan Tử

Một số tòa nhà quanh khu vực Đảo Hồng Kông, Cửu Long và Tân Giới bị vỡ cửa sổ và bị nước tràn vào. Ngoài ra đèn tại rất nhiều tòa nhà dân cư cũng được ghi nhận bị chập chờn. Nhiều khu vực nhà ở bên bờ biển bị lụt nghiêm trọng như Hạnh Hoa Thôn, Thạch Áo, Lý Ngư Môn, các làng ở Đồn Môn, và Đại Áo. Khoảng 1.219 người đã phải trú trong các khu trú ẩn khẩn cấp được lập ra bởi Sở Nội vụ. Tổng cộng 889 chuyến bay quốc tế đã bị chậm hoặc hủy chuyến tại Sân bay quốc tế Hồng Kông. Hơn 200 người bị thương, nhưng không ghi nhận trường hợp thiệt mạng nào. Do thiệt hại lớn, Cục Giáo dục đã cho toàn bộ trường học đóng cửa vào ngày 17 và 18 tháng 9.
Sau khi bão đi qua, hàng loạt người chen chúc tại các nhà ga MTR gây nên tình trạng trì trệ. Hầu hết các tuyến trong số 600 tuyến xe bus của thành phố cũng phải ngưng hoạt động do các mảnh vỡ chặn đường đi.

### Ma Cao

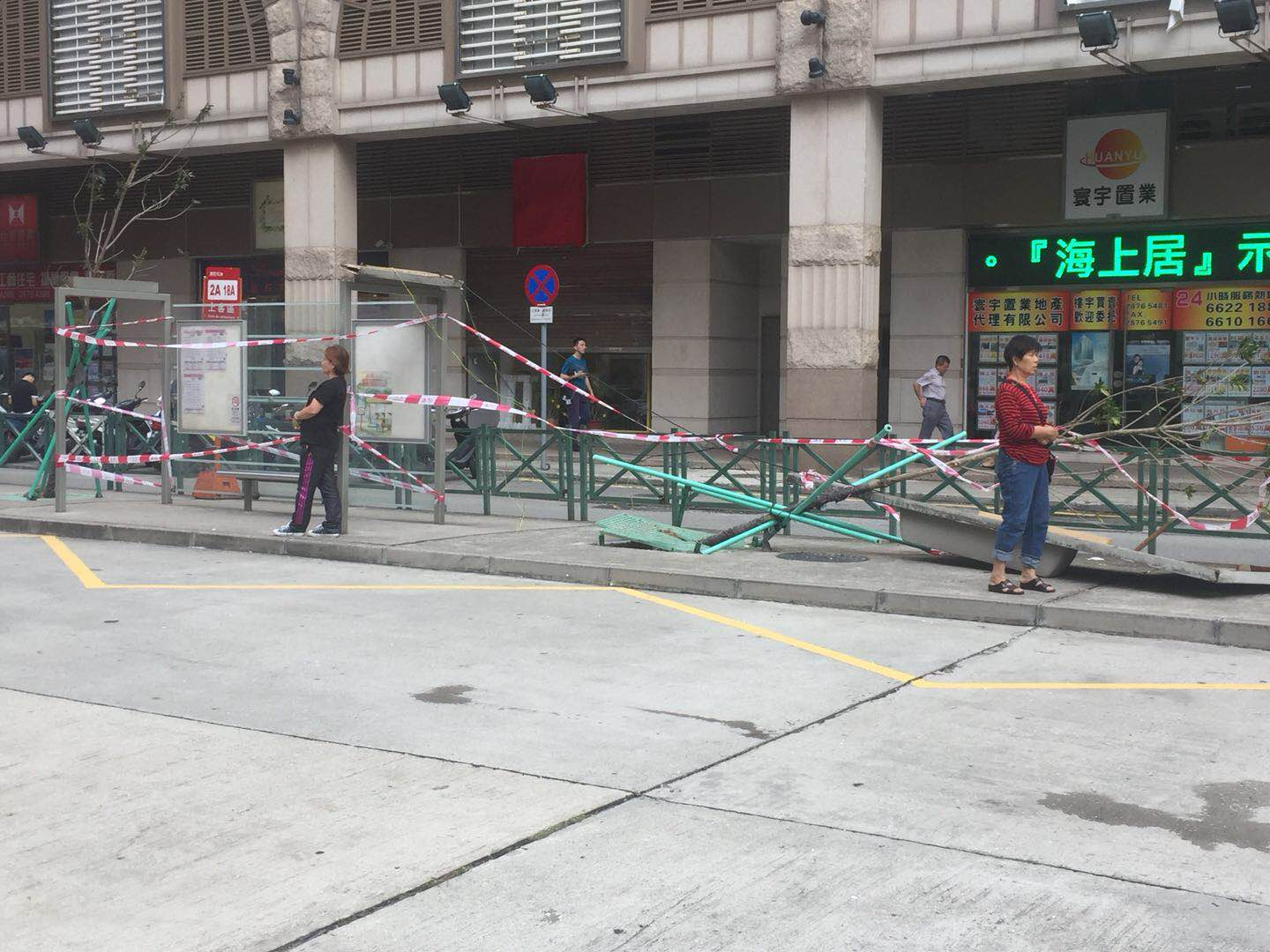
Trần của phòng chờ Bến xe Trung tâm Đông Phương Minh Châu bị gió mạnh thổi bay.

Sóng do bão gây ra đạt tới độ cao 1,9 mét (6 ft 3 in). Khoảng 21.000 căn nhà mất điện, 7.000 ngôi nhà mất truy cập Internet, và 40 người bị thương. Lần đầu tiên trong lịch sử, toàn bộ các sòng bạc tại Ma Cao phải đóng cửa. 191 chuyến bay vào các ngày Thứ Bảy và Chủ Nhật (15 và 16 tháng 9) tới và đi từ Sân bay quốc tế Ma Cao đã bị hủy.

### Trung Quốc đại lục

#### Tỉnh Quảng Đông
Bão Mangkhut khiến hơn 2,45 triệu người phải đi sơ tán. Ở Thâm Quyến, cơn bão khiến điện bị mất tại 13 địa điểm, làm ngập con phố Hải Sản, và làm 248 cây bị đổ ngã. Các dịch vụ vận chuyển công cộng đã ngừng hoạt động tại miền Nam Trung Quốc, và ít nhất bốn người ở Quảng Đông đã thiệt mạng trong trận bão. Tại Châu Hải, các chợ, trường học và phương tiện công cộng bị đóng cửa hoặc hoạt động hạn chế sau bão vào Thứ Hai, ngày 17 tháng 9, và người dân được khuyến cáo tránh đi ra ngoài nếu không cần thiết. Dịch vụ phà từ Cảng Cửu Châu của Châu Hải tới Thâm Quyến và Hồng Kông phải ngừng hoạt động vô thời hạn.
Tổng thiệt hại về kinh tế tại tỉnh này vượt mức ¥4,2 tỷ ($612 triệu).

#### Khu tự trị Choang Quảng Tây
Các trường học tại Bắc Hải, Khâm Châu, Phòng Thành Cảng, và Nam Ninh phải đóng cửa vào ngày 17 tháng 9. Các chuyến tàu tới Quảng Tây cũng phải ngừng chạy vào ngày 17 tháng 9.